# Vlag van Baden-Württemberg
De vlag van Baden-Württemberg is er in drie verschillende uitvoeringen: een Landesflagge en twee varianten van de Landesdienstflagge. Alle varianten bestaan uit twee horizontale banen in de kleuren zwart (boven) en geel, de kleuren van Baden-Württemberg. De Landesdienstflagge toont daarbij het wapen van de deelstaat in het midden. Er zijn twee soorten Landesdienstflaggen: één met het grote wapen en één met het kleine wapen.
|  |  |  |  |

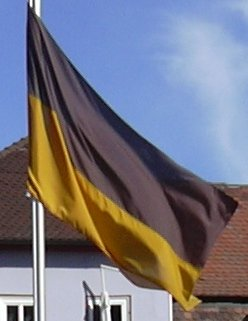
Landesflagge in Wertheim

De op 11 november 1953 afgekondigde grondwet van Baden-Württemberg stelt in artikel 24, paragraaf 1 vast dat de landskleuren (Landesfarben) zwart en goud zijn.
De gele baan is afkomstig uit de geel-rood-gele vlag van Baden; de zwarte baan is afkomstig uit zowel de vlag van Württemberg (een zwart-rode tweekleur) als die van de Hohenzollernsche Lande.
Met het vastleggen van deze kleuren werd gelijk de civiele vlag, de Landesflagge, vastgesteld. Het staat eenieder vrij om deze te gebruiken.
De twee varianten van de Landesdienstflagge werden door middel van de Verordnung der Landesregierung über die Führung des Landeswappens van 2 augustus 1954 vastgesteld. Deze verordening regelt ook wie de Landesdienstflaggen mag gebruiken.
Sinds de laatste wijziging van de Staatsinsigneswet op 13 november 2020 gebruikt de staatsdienstvlag met groot wapen het grote staatswapen inclusief de schildhouder, waar voorheen van werd afgezien.

## Voorgaande vlaggen
Voor de oprichting van Baden-Württemberg in 1952, waren er drie voorgaande staten met een eigen vlag.
|  |  |  |